# Fernando Rey Martínez
Fernando Rey Martínez (León, 1963) es un jurista español, catedrático de Derecho constitucional de la Universidad de Valladolid. Desde julio de 2015 hasta julio de 2019 ocupó como independiente el cargo de consejero de Educación en el gobierno de Juan Vicente Herrera, al frente de la Junta de Castilla y León.

## Biografía
Se licenció en Derecho por la Universidad de Valladolid en 1986, con premio extraordinario. Se doctoró en esta misma universidad en 1993, con la tesis El derecho de propiedad privada en la Constitución española, recibiendo el premio extraordinario de doctorado en 1995. En 2006 participó en la reforma del Estatuto de Autonomía de Castilla y León.
Obtuvo la cátedra de Derecho constitucional de la Universidad de Valladolid en 2008. En 2012 fue designado consejero electivo del Consejo Consultivo de Castilla y León y en 2013 fue nombrado presidente del Consejo para la Promoción de la Igualdad de Trato y no Discriminación de las Personas por su Origen Racial, dependiente del Ministerio de Sanidad.

## Obras
- El derecho de propiedad privada en la Constitución española (1994).
- El derecho fundamental a no ser discriminado por razón de sexo (1995).
- La ética protestante y el espíritu del constitucionalismo (Universidad Externado de Colombia, 2003).
- Prostitución y Derecho (2004).
- Eutanasia y Derechos Fundamentales (2008).

## Premios
- Premio Francisco Tomás y Valiente, otorgado por el Tribunal Constitucional de España (2007).[5]